# Марибор
Марибор (на словенски: Maribor; на немски: Marburg an der Drau) е град в Североизточна Словения. Разположен е на река Драва и е втори по големина в страната. Градът е административен център на община Марибор, на регион Щирия (на словенски: Štajerska) и на статистическия Подравски регион (на словенски: Podravska statistična regija). През 2012 г. Марибор заедно с град Гимараеш от Португалия стават Европейски столици на културата. През 2010 г. Европейският младежки форум решава, че Марибор ще бъде Европейска младежка столица през 2013 г. Общината е съставена от окръзи (на словенски četrti) – 12 в Марибор, 6 извън него. Кмет на града е Франц Канглер, член на Словенската народна партия.

## Име
Името Марибор се споменава в историческите източници като Марпуч през 1145 г. (и по-късно като Мархбурх, Марбурк и Маркпурч) и е обединение между двете горногермански думи: march – „гранична зона“ и burc – „гора“. В по-късни времена немското име на града е Marburg an der Drau, буквално „Марбург на Драва“.
Словенското име Maribor е изкуствено словенизирано от Станко Враз през 1836 г. Враз създава името в духа на илиаризма по аналогия с името Бранденбург. Сред местното словенско население градът е познат като Марпрк или Марпрог. Освен немските и словенските си имена, градът е познат и с латинското си име Марбургум и италианското Марбурго.

## История

### Средновековие и ранна модерна история
През 1964, замъкът Castrum Marchburch е записан в похода на Драва. Замъкът е построен върху връх Пирамида, който се намира точно над града. Марибор е споменат за първи път, като пазар в близост до замъка през 1204 г. и получава градски права през 1254 г. Започва да се разраства с бързи темпове след победата на Рудолф I от Хабсбургската династия над крал Отокар II от Бохемия през 1278 г. Марибор претърпява обсади от Матяш Корвин през 1480 – 1481 г. и от Османската империя през 1532 г. и 1683 г.

### Първата половина на 20 век
През 1900 г. населението на града е 82,3% австро-германско и 17,3% словенско. Повечето от капитала и публичния живот е в немски ръце. Поради тази причина е познат основно с австрийското си име Marburg an der Drau. Според последното австро-унгарско преброяване от 1910 г., Марибор и околните Студенчи (Brunndorf), Побрежие (Pobersch), Тезно (Thesen), Радвание (Rothwein), Кърчевина (Kartschowin) и Косаки (Leitersberg) са населявани от 31 995 австро-германци (включително немскоговорещи евреи) и само от 6151 етнически словенци. Въпреки това, околността е населена почти изцяло от словенци.

## Население
Населението през 2011 г. е 95 171 души, от тях 89,2% – словенци, 4,1% – хървати, 2,6% – бошняци, 2,3% – югославяни, 0,5% – македонци и други.

## Известни личности, родени в Марибор
- Данило Тюрк – президент на Словения
- Леон Щукел
- Дитка Хаберл – певица

## Побратимени градове
Марибор е побратимен с:
- – Грац, Австрия
- – Гринуич, Англия, Великобритания
- – Кралево, Сърбия
- – Марбург, Германия
- – Осиек, Хърватия
- – Пейтенг, Люксембург
- – Пуебло, Колорадо, САЩ
- – Санкт Петербург, Русия
- – Сомботел, Унгария
- – Тур, Франция
- – Удине, Италия